# Terri Bonoff

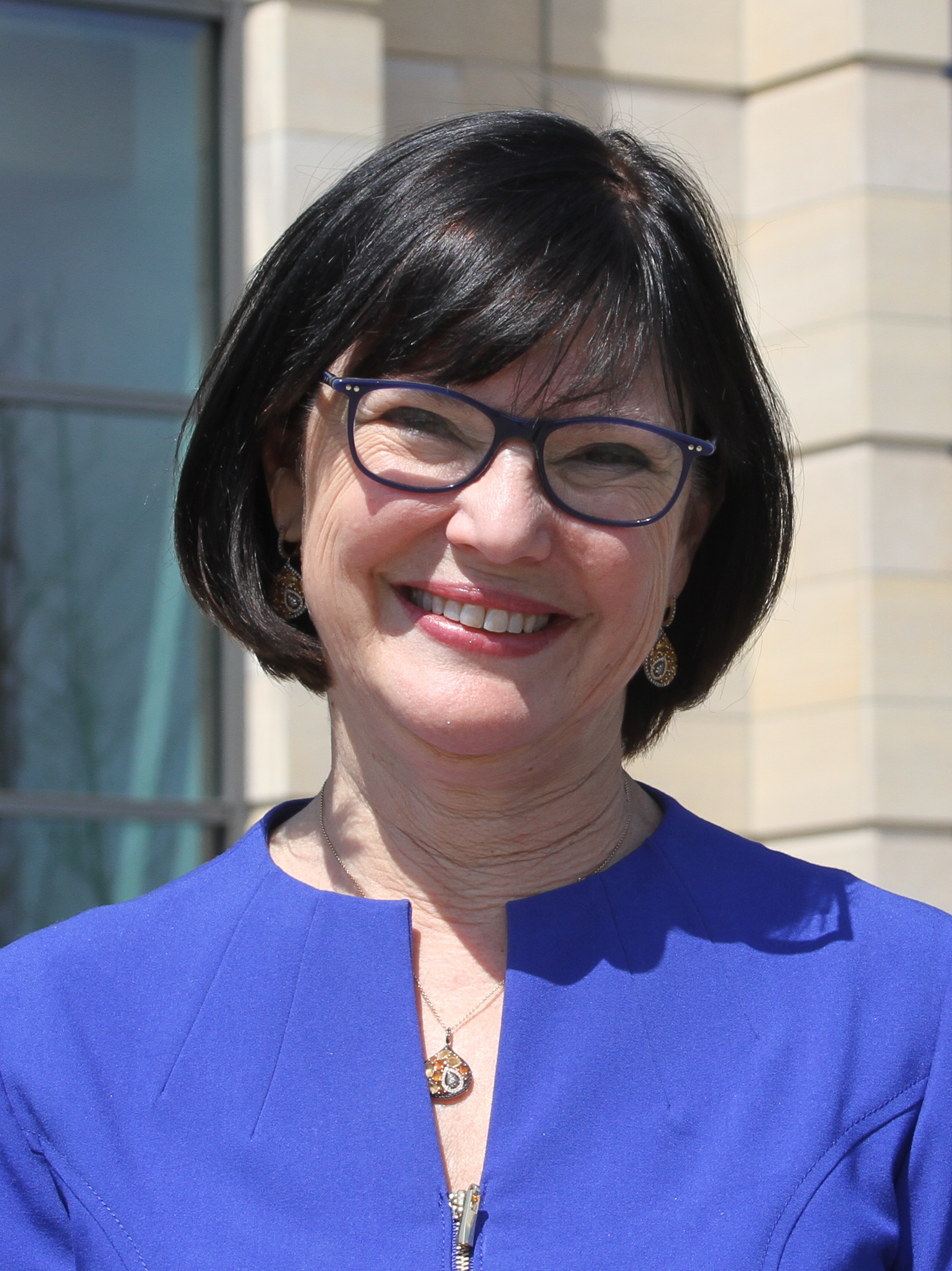
Terri Bonoff

Terri Bonoff (* 1. August 1957 in Edina, Minnesota) ist eine US-amerikanische Politikerin der Demokratischen Partei.

## Leben
Bonoff studierte Rechtswissenschaften an der Clark University. Seit 7. Dezember 2005 ist sie als Nachfolgerin von David Gaither Senatorin im Senat von Minnesota. Sie ist verheiratet, hat vier Kinder und wohnt mit ihrer Familie in Minnetonka, Minnesota.